# سيون (جنس)
سيون (الاسم العلمي Cionus)، جنس حشرات من فصيلة السوسيات. أنواعه عديدة جميعها صغيرة القد تطول من 3 إلى 5 مم. أثوابها مختلفة الألوان يكثر فيها الحنطي الأسمر المواج. اغمادها مدبجة ومزركشة وفيها المخددة والمهدبة. يرقاتها مؤذية تركب نباتات الفصيلة الخنازيرية فتقضم الوراق وتقرضها. وأصل التسمية يعود إلى اللغة الإغريقية κίων ويعني (مسلة أو عَمُود).